# Campoplex intermedius
Campoplex intermedius là một loài tò vò trong họ Ichneumonidae.